# 川口市立本町小学校
川口市立本町小学校（かわぐちしりつほんちょうしょうがっこう）は、埼玉県川口市にある市立小学校である。愛称は「本町小」（ほんちょうしょう）。

## 概要
本校はは1873年（明治6年）に開校した川口市最古の教育機関であったが、2011年に設置者の川口市が近隣の鳩ヶ谷市と合併したことにより、1872年（明治5年）に開校した鳩ヶ谷小学校が川口市最古の教育機関となった。これにより、本校は最古の座を譲り渡すことになった。

## 歴史
- 1873（明治6）年6月1日 - 本町字宮前280番地に第11中学区36番川口学校設立
- 1878（明治11）年3月 - 23連合36番川口学校
- 1896（明治29）年11月 - 本町新屋敷2070番地に移転し川口尋常小学校となる
- 1900（明治33）年4月 - 川口尋常高等小学校となり高等科を併置
- 1929（昭和4）年4月3日 - 川口実科高等学校併置
- 1929（昭和4）年5月 - 栄町三丁目に分教場を設置
- 1933（昭和8）年4月 - 川口第一尋常高等小学校
- 1933（昭和8）年4月6日 - 栄町三丁目の分教場は川口第二小学校（現：幸町小学校）として独立
- 1941（昭和16）年4月 - 舟戸分教場設置
- 1941（昭和16）年4月 - 川口第一国民学校
- 1946（昭和21）年4月 - 川口本町国民学校
- 1946（昭和21）年4月 - 南国民学校が独立高等科を分離
- 1947（昭和22）年4月 - 川口市立本町小学校となる
- 1950（昭和25）年4月 - 舟戸分教場は舟戸小学校として独立
- 1960（昭和35）年6月6日 - 新校舎落成
- 2019（令和元）年7月29日 - 教頭が飲酒運転中に女性をひき逃げし死亡させたとして逮捕される[3][4]

## 周辺施設
周辺には消防署や郵便局などが所在する。

## 交通・アクセス方法
- 埼玉高速鉄道線 川口元郷駅から徒歩約9分
- JR東日本（京浜東北線）川口駅より徒歩約11分
- 国際興業バス・川口郵便局停留所（最寄り）